# ビルマ連邦社会主義共和国

ビルマ連邦社会主義共和国
ပြည်ထောင်စု ဆိုရှယ်လစ်သမ္မတ မြန်မာနိုင်ငံတော် (ミャンマー語)

国歌: ကမ္ဘာမကျေ（ビルマ語）
ガバ・マ・チェ

ビルマ連邦社会主義共和国の位置

ビルマ連邦社会主義共和国（ビルマれんぽうしゃかいしゅぎきょうわこく、ビルマ語: ပြည်ထောင်စု ဆိုရှယ်လစ်သမ္မတ မြန်မာနိုင်ငံတော်、英語: Socialist Republic of the Union of Burma）は、1974年から1988年9月18日まで現ミャンマーに存在した社会主義国家である。独自の社会主義政策（ビルマ式社会主義）を採った。

## 歴史
1974年、ビルマ連邦社会主義共和国連邦憲法が制定され、ネ・ウィン大統領が引き続き実権を掌握、軍事独裁政権は変わらなかった。
1976年に中華人民共和国の毛沢東が死去し、それまで受けていた支援が減少したビルマ共産党はシャン州のアヘンを資金源としたため、コーカン族、ワ族の発言力が増大した。1980年にタイに拘束されていたロー・シンハンが釈放された。1981年11月9日にネ・ウィンは大統領を辞任したが、ビルマ社会主義計画党（BSPP）議長として軍事独裁政権を維持した。だが経済政策の失敗が続き、深刻なインフレーションを招き、経済状態は悪化していった。
1988年、ネ・ウィン政権の退陣と民主化を求める大衆運動が高揚し、ネ・ウィンはビルマ社会主義計画党議長を7月23日に辞任した。9月18日にソウ・マウン率いる軍部（国家平和発展評議会）が決起。政権は交代し、ビルマ連邦が成立した。

## 経済
ビルマ式社会主義を掲げ、仏教社会主義及び厳格な非同盟外交を取ったネ・ウィンだったが、無理な国有化や闇市の拡大、軍部独裁の増大や通貨改革の失敗、9という数字は縁起が良いという占星術師の勧めを受けて9で割り切れる45、90チャットを発行するなど奇矯な政策も目立ち破綻状態、いわばアウタルキーに陥った。しかしながらも一定の工業化の達成や経済の安定化が捗られた。
強圧的な政治的弾圧により知識層や教育を受けた者が他国へ移住するという事実上の反知性主義に陥った。これにより経済及び知識階級はより一層不安定化した。